# Grand Prix-wegrace der Naties 1966
De Grand Prix-wegrace der Naties 1966 was de elfde en voorlaatste Grand Prix van wereldkampioenschap wegrace voor motorfietsen in het seizoen 1966. De races werden verreden op 11 september 1966 op het Autodromo Nazionale di Monza nabij Monza in de Italiaanse regio Lombardije. Alle soloklassen kwamen aan de start. De 500cc-klasse sloot haar seizoen hier af en de wereldtitel werd hier beslist. De wereldtitels in de 350cc-klasse, de 250cc-klasse en de 125cc-klasse waren al eerder beslist.

## Algemeen
In tegenstelling tot vorig jaar, toen het regende, werd de Italiaanse Grand Prix dit keer onder zonnige omstandigheden verreden. 50.000 toeschouwers wachtten op de ontknoping van de 500cc-klasse, die zeker in deze Grand Prix beslist zou worden en waar Giacomo Agostini de grootste kanshebber op de titel was. Ook de 50cc-klasse was nog onbeslist, maar die moest nog in Japan rijden en daar waren nog drie kanshebbers: Luigi Taveri, Ralph Bryans en Hans Georg Anscheidt.

## 500cc-klasse
Stand van zaken voor de race: Giacomo Agostini had al 46 punten gescoord, maar omdat slechts vijf van de negen resultaten telden moest hij drie resultaten wegstrepen: de nulscore uit de DDR en twee tweede plaatsen (2 x 6 punten). Dat bracht zijn puntentotaal voor aanvang van de race op 34. Mike Hailwood had al vier nulresultaten, dus hij hoefde het hele seizoen niets meer in mindering te brengen. Zijn 30 punten waren dan ook een nettoresultaat. Zou Agostini winnen (8 punten), dan moest hij nogmaals 6 punten aftrekken. Agostini kon dus maximaal 36 punten scoren. Dat zou voldoende zijn zelfs als Hailwood tweede werd (6 punten). Dan hadden beiden 36 punten en drie overwinningen, maar als er gekeken werd naar de tweede plaatsen dan had Agostini er vijf en Hailwood slechts twee. Hailwood kon dus alleen wereldkampioen worden door zelf te winnen.
|                  | 1   | 2   | 3   | 4   | 5   | 6   | 7   | 8   | 9   |          |
|                  | DUI | NED | BEL | DDR | TSJ | FIN | ULS | MAN | NAT | Totaal   |
| ---------------- | --- | --- | --- | --- | --- | --- | --- | --- | --- | -------- |
| Giacomo Agostini | 6   | 6   | 8   | 0   | 6   | 8   | 6   | 6   | ?   | 46-12=34 |
| Mike Hailwood    | 0   | 0   | 0   | 0   | 8   | 6   | 8   | 8   | ?   | 30-0=30  |

In Monza werd eindelijk de wereldtitel in de 500cc-klasse beslist. Dat gebeurde eigenlijk toen Mike Hailwood in de zevende ronde zijn Honda RC 181 aan de kant moest zetten met een gebroken krukas. De oorzaak daarvan lag eigenlijk bij de trainingen, toen Hailwood geweldig snelle rondetijden had genoteerd, maar zowel zijn eerste- als zijn reservemachine stuk had gedraaid. De monteurs hadden nog wel de tijd om in de nacht van zaterdag op zondag van deze twee machines één rijklaar exemplaar te maken, maar konden niet meer tot een optimale afstelling komen, waardoor het blok kapotging. Hailwood verspeelde hier de kans om de eerste coureur te worden die drie wereldtitels in één seizoen pakte. Daardoor kon Giacomo Agostini rustig naar de finish rijden en winnen vóór Peter Williams en Jack Findlay (beiden op Matchless en beiden op 2 ronden). Fred Stevens verdedigde zijn tweede plaats met een Paton tweecilinder lange tijd met verve, zelfs na een pitstop vanwege een losse accukabel, maar viel uiteindelijk terug door een defecte koppeling. Hij bracht de Paton duwend over de finish. Ondank de grote overmacht van Italiaanse merken in het wereldkampioenschap wegrace 500 cc was Agostini pas de derde Italiaan die 500cc-kampioen werd. Umberto Masetti (1952, Gilera) en Libero Liberati (1957, Gilera) gingen hem voor.

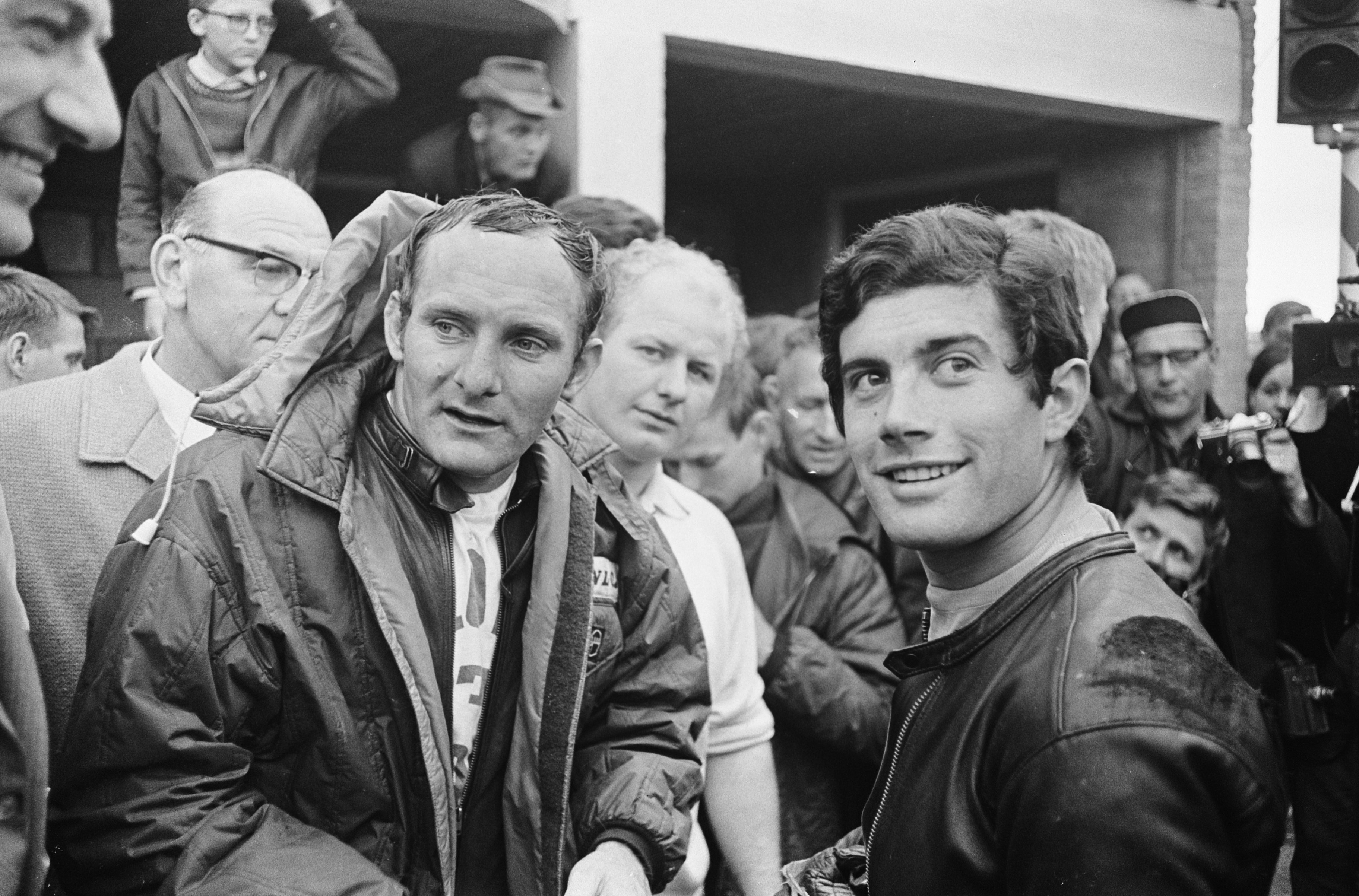
Mike Hailwood en Giacomo Agostini beslisten de strijd om de 500cc-wereldktitel in Monza.

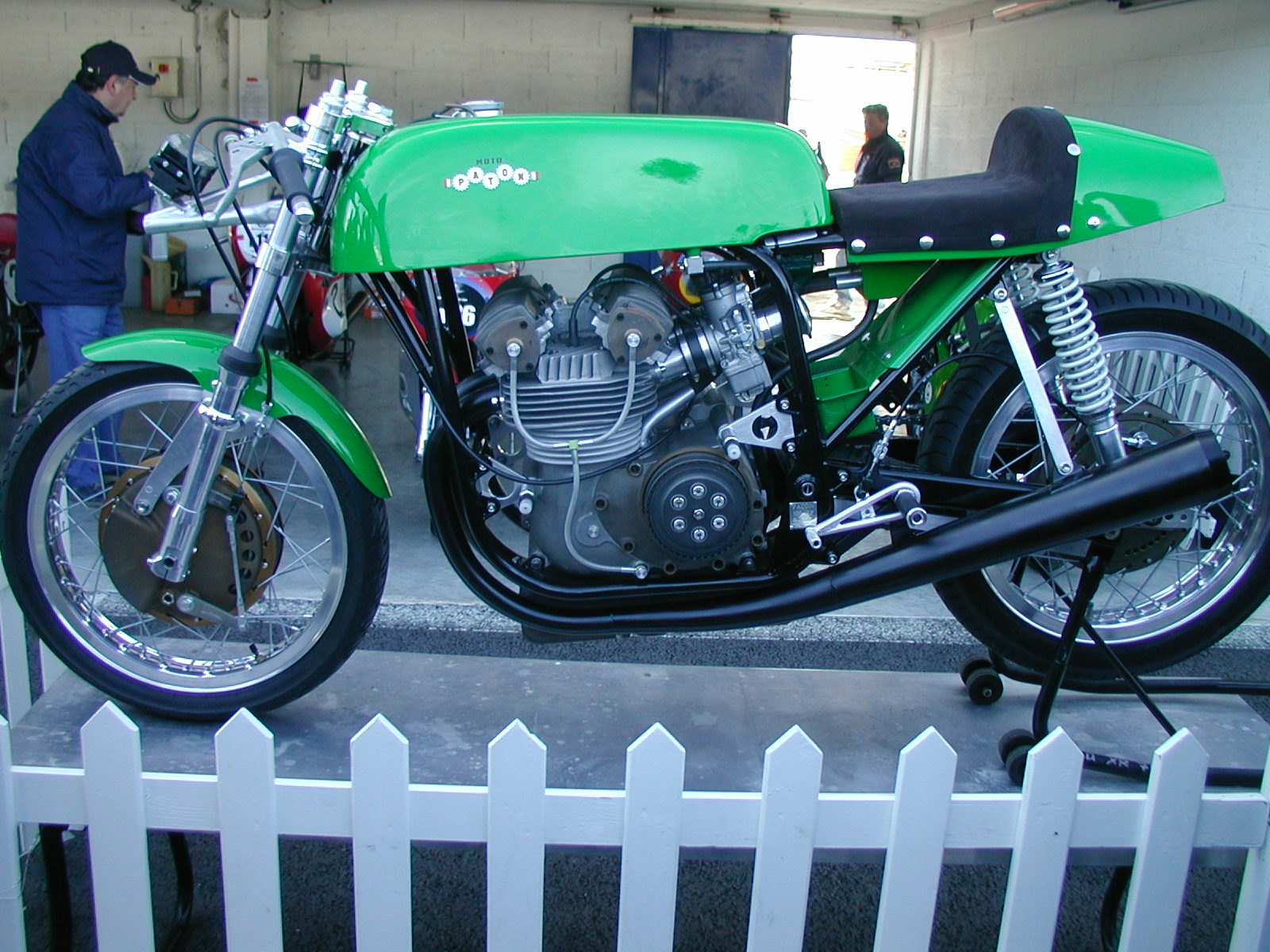
Fred Stevens was met de Paton bijna tweede geworden, maar moest hem over de streep duwen.

| Pos | Coureur             | Merk      | Tijd      | Punten |
| --- | ------------------- | --------- | --------- | ------ |
| 1   | Giacomo Agostini    | MV Agusta | 1:03"04'0 | 8      |
| 2   | Peter Williams      | Matchless | +2 ronden | 6      |
| 3   | Jack Findlay        | Matchless | +2 ronden | 4      |
| 4   | Fred Stevens        | Paton     | +2 ronden | 3      |
| 5   | Walter Scheimann    | Norton    | +3 ronden | 2      |
| 6   | Eduard Lenz         | Matchless | +3 ronden | 1      |
| 7   | Derek Lee           | Matchless | +3 ronden |        |
| 8   | Gyula Marsovszky    | Matchless | +3 ronden |        |
| 9   | Philippe Canoui     | Matchless | +4 ronden |        |
| 10  | Maurice Hawthorne   | Norton    |           |        |
| 11  | Giuseppe Dardanello | Norton    |           |        |
| 12  | Vasco Loro          | Norton    |           |        |
| 13  | John Mawby          | Norton    |           |        |

| Coureur               | Merk              | Oorzaak |
| --------------------- | ----------------- | ------- |
| Rudi Thalhammer       | Matchless         |         |
| John Dodds            | Norton            |         |
| Kel Carruthers        | Norton            |         |
| Malcolm Stanton       | Norton            |         |
| František Šťastný     | Jawa-ČZ           |         |
| Karl Hoppe            | Matchless         |         |
| Chris Conn            | Norton            |         |
| John Cooper           | Norton            |         |
| Lewis Young           | Métisse-Matchless |         |
| Mike Hailwood         | Honda             | Krukas  |
| Ron Chandler          | Matchless         |         |
| Benedetto Zambotti    | Norton            |         |
| Gianfranco Domeniconi | Norton            |         |
| Giovanni Perrone      | Bianchi           |         |

| Coureur      | Merk   | Oorzaak    |
| ------------ | ------ | ---------- |
| Remo Venturi | Gilera | Teambeleid |

| Coureur        | Merk             | Oorzaak |
| -------------- | ---------------- | ------- |
| Eric Hinton    | Norton           |         |
| Jack Ahearn    | Norton           |         |
| John Blanchard | Seeley-Matchless |         |
| Stuart Graham  | Matchless        |         |
| Jim Redman     | Honda            | Gestopt |

### Top tien eindstand 500cc-klasse
| Pos | Coureur           | Merk               | Ptn     |
| --- | ----------------- | ------------------ | ------- |
| 1   | Giacomo Agostini  | MV Agusta          | 36 (54) |
| 2   | Mike Hailwood     | Honda              | 30      |
| 3   | Jack Findlay      | McIntyre-Matchless | 20 (21) |
| 4   | František Šťastný | Jawa-ČZ            | 17      |
| 5   | Jim Redman        | Honda              | 16      |
| 6   | Gyula Marsovszky  | Matchless          | 13      |
| 6   | Jack Ahearn       | Norton             | 13      |
| 8   | Stuart Graham     | Matchless          | 11      |
| 9   | Peter Williams    | Matchless          | 7       |
| 10  | Chris Conn        | Norton             | 6       |

(Punten (tussen haakjes) zijn inclusief streepresultaten)

## 350cc-klasse
In Monza won Giacomo Agostini net als de 500cc-klasse ook de 350cc-klasse. Mike Hailwood kwam hier niet aan de start en de beide overige podiumplaatsen werden bezet door de Aermacchi-rijders Renzo Pasolini en Alberto Pagani. Silvio Grassetti kon korte tijd tegenstand bieden aan Agostini met de verouderde Bianchi tweecilinder, tot zijn krukas los ging zitten en de machine flink begon te rammelen.
| Pos | Coureur           | Merk      | Tijd      | Punten |
| --- | ----------------- | --------- | --------- | ------ |
| 1   | Giacomo Agostini  | MV Agusta | 50"50'0   | 8      |
| 2   | Renzo Pasolini    | Aermacchi | +1 ronde  | 6      |
| 3   | Alberto Pagani    | Aermacchi | +1 ronde  | 4      |
| 4   | Silvio Grassetti  | Bianchi   | +1 ronde  | 3      |
| 5   | František Šťastný | Jawa-ČZ   | +2 ronden | 2      |
| 6   | Gustav Havel      | Jawa-ČZ   | +2 ronden | 1      |
| 7   | Kelvin Carruthers | Norton    | +2 ronden |        |
| 8   | František Boček   | Jawa-ČZ   | +2 ronden |        |
| 9   | Malcolm Stanton   | Norton    | +3 ronden |        |
| 10  | Angelo Tenconi    | Aermacchi |           |        |
| 11  | Derek Lee         | AJS       |           |        |
| 12  | Ron Chandler      | AJS       |           |        |

| Coureur           | Merk           | Oorzaak    |
| ----------------- | -------------- | ---------- |
| Bill Ivy          | Yamaha         | Teambeleid |
| Mike Hailwood     | Honda          | Teambeleid |
| Phil Read         | Yamaha/Benelli | Teambeleid |
| Tarquinio Provini | Benelli        | Blessure   |
| Jim Redman        | Honda          | Gestopt    |

| Coureur         | Merk       |
| --------------- | ---------- |
| Jack Ahearn     | Norton     |
| Heinz Rosner    | MZ         |
| Chris Conn      | Norton     |
| Dave Simmonds   | Norton     |
| Joe Dunphy      | Norton     |
| John Blanchard  | Seeley-AJS |
| Peter Williams  | AJS        |
| Stuart Graham   | AJS        |
| Tommy Robb      | Bultaco    |
| Gilberto Milani | Aermacchi  |
| Kenzo Muromachi | Honda      |
| Bruce Beale     | Honda      |
| Kent Andersson  | Husqvarna  |
| Byron Black     | Honda      |

### Top tien tussenstand 350cc-klasse
| Pos | Coureur           | Merk           | Ptn     |                |
| --- | ----------------- | -------------- | ------- | -------------- |
| 1   | Mike Hailwood     | Honda          | 48      | wereldkampioen |
| 2   | Giacomo Agostini  | MV Agusta      | 42 (48) |                |
| 3   | Renzo Pasolini    | Aermacchi      | 17      |                |
| 4   | František Šťastný | Jawa / Jawa-ČZ | 12      |                |
| 5   | Gustav Havel      | Jawa           | 12      |                |
| 6   | Heinz Rosner      | MZ             | 10      |                |
| 7   | Jack Ahearn       | Norton         | 8       |                |
| 8   | Bruce Beale       | Honda          | 7       |                |
| 8   | Alberto Pagani    | Aermacchi      | 7       |                |
| 10  | Tarquinio Provini | Benelli        | 6       |                |
| 10  | Peter Williams    | AJS            | 6       |                |
| 10  | Silvio Grassetti  | Bianchi        | 6       |                |

(Punten (tussen haakjes) zijn inclusief streepresultaten)

## 250cc-klasse
In Monza pakte Mike Hailwood zijn tiende overwinning van het seizoen in de 250cc-klasse. Heinz Rosner (MZ) werd tweede en Alberto Pagani (Aermacchi) werd derde, maar die laatste had een ronde achterstand. Hailwood en Stuart Graham hadden ook als snelste getraind, maar in de race kon Mike Duff het tempo nog lange tijd volgen met de oude tweecilinder Yamaha RD 56. Hij moest echter stoppen om bougies te wisselen en zakte af naar de twaalfde plaats. Phil Read en Bill Ivy kwamen met hun Yamaha RD 05-viercilinders niet aan de start. Graham viel uit door een gebroken veer in zijn schakelmechanisme.
| Pos | Coureur           | Merk      | Tijd      | Punten |
| --- | ----------------- | --------- | --------- | ------ |
| 1   | Mike Hailwood     | Honda     | 41"29'7   | 8      |
| 2   | Heinz Rosner      | MZ        | +1"22'2   | 6      |
| 3   | Alberto Pagani    | Aermacchi | +1 ronde  | 4      |
| 4   | Jack Findlay      | Bultaco   | +2 ronden | 3      |
| 5   | Bruce Beale       | Honda     | +2 ronden | 2      |
| 6   | Giuseppe Visenzi  | Aermacchi | +2 ronden | 1      |
| 7   | Gyula Marsovszky  | Bultaco   | +2 ronden |        |
| 8   | František Šťastný | Jawa      | +2 ronden |        |
| 9   | Rex Avery         | Bultaco   | +2 ronden |        |
| 10  | Peter Dürr        | Aermacchi | +3 ronden |        |
| 11  | E. Canova         | Aermacchi |           |        |
| 12  | Mike Duff         | Yamaha    |           |        |
| 13  | G. Polenghi       | Onbekend  |           |        |
| 14  | Menconi           | Onbekend  |           |        |
| 15  | Palazzi           | Onbekend  |           |        |
| 16  | Angelo Orsenigo   | Onbekend  |           |        |

| Coureur        | Merk      | Oorzaak         |
| -------------- | --------- | --------------- |
| Stuart Graham  | Honda     | Versnellingsbak |
| Renzo Pasolini | Aermacchi |                 |

| Coureur       | Merk   | Oorzaak    |
| ------------- | ------ | ---------- |
| Bill Ivy      | Yamaha | Teambeleid |
| Bob Anderson  | Yamaha | Teambeleid |
| Derek Woodman | MZ     | Blessure   |
| Phil Read     | Yamaha | Teambeleid |
| Jim Redman    | Honda  | Gestopt    |

| Coureur           | Merk             |
| ----------------- | ---------------- |
| Kevin Cass        | Bultaco          |
| Len Atlee         | Cotton           |
| Günter Beer       | Honda            |
| Daniel Lhéraud    | Yamaha           |
| Bill Smith        | Bultaco          |
| Jim Curry         | Honda            |
| Peter Inchley     | Bultaco-Villiers |
| Selwyn Griffiths  | Royal Enfield    |
| Tommy Robb        | Bultaco          |
| Akiyasu Motohashi | Yamaha           |
| Hiroshi Hasegawa  | Yamaha           |
| Ginger Molloy     | Bultaco          |
| Kent Andersson    | Husqvarna        |

### Top tien tussenstand 250cc-klasse
| Pos | Coureur           | Merk    | Ptn     |                |
| --- | ----------------- | ------- | ------- | -------------- |
| 1   | Mike Hailwood     | Honda   | 56 (80) | wereldkampioen |
| 2   | Phil Read         | Yamaha  | 28      |                |
| 3   | Jim Redman        | Honda   | 20      |                |
| 4   | Derek Woodman     | MZ      | 18      |                |
| 5   | Stuart Graham     | Honda   | 15      |                |
| 5   | Heinz Rosner      | MZ      | 15      |                |
| 7   | František Šťastný | Jawa    | 11      |                |
| 7   | Jack Findlay      | Bultaco | 11      |                |
| 9   | Mike Duff         | Yamaha  | 9       |                |
| 10  | Gyula Marsovszky  | Bultaco | 8       |                |
| 10  | Ginger Molloy     | Bultaco | 8       |                |

(Punten (tussen haakjes) zijn inclusief streepresultaten)

## 125cc-klasse
In Monza waren de 125cc-Honda vijfcilinders iedereen te snel af. Wereldkampioen Luigi Taveri won, zijn teamgenoot Ralph Bryans werd tweede. Phil Read kon het tweetal een tijd lang volgen, maar viel terug en werd zelfs gepasseerd door zijn teamgenoot Bill Ivy. Dat liet Read niet op zich zitten. Hij probeerde de derde plaats te heroveren, maar kwam 0,1 seconde tekort op Ivy. Suzuki kwam niet aan de start.
| Pos | Coureur               | Merk     | Tijd      | Punten |
| --- | --------------------- | -------- | --------- | ------ |
| 1   | Luigi Taveri          | Honda    | 34"57'3   | 8      |
| 2   | Ralph Bryans          | Honda    | +10'8     | 6      |
| 3   | Bill Ivy              | Yamaha   | +28'8     | 4      |
| 4   | Phil Read             | Yamaha   | +28'9     | 3      |
| 5   | Peter Williams        | EMC      | +1 ronde  | 2      |
| 6   | Walter Scheimann      | Honda    | +1 ronde  | 1      |
| 7   | Kel Carruthers        | Honda    | +1 ronde  |        |
| 8   | Giuseppe Visenzi      | Honda    | +1 ronde  |        |
| 9   | Bruce Beale           | Honda    | +2 ronden |        |
| 10  | G. Polenghi           | Bultaco  | +2 ronden |        |
| 11  | Ginger Molloy         | Bultaco  |           |        |
| 12  | Siegfried Lohmann     | Onbekend |           |        |
| 13  | Gianemilio Marchesani | Paton    |           |        |
| 14  | Mencaglia             | Onbekend |           |        |
| 15  | Alberto Capocci       | Onbekend |           |        |
| 16  | Accorsi               | Onbekend |           |        |

| Coureur              | Merk   | Oorzaak    |
| -------------------- | ------ | ---------- |
| Hugh Anderson        | Suzuki | Teambeleid |
| Frank Perris         | Suzuki | Teambeleid |
| Hans Georg Anscheidt | Suzuki | Teambeleid |
| Mike Hailwood        | Honda  | Teambeleid |
| Mitsuo Itoh          | Suzuki | Teambeleid |
| Yoshimi Katayama     | Suzuki | Teambeleid |

### Top tien tussenstand 125cc-klasse
| Pos | Coureur              | Merk    | Ptn     |                |
| --- | -------------------- | ------- | ------- | -------------- |
| 1   | Luigi Taveri         | Honda   | 46 (58) | wereldkampioen |
| 2   | Bill Ivy             | Yamaha  | 36      |                |
| 3   | Ralph Bryans         | Honda   | 32 (33) |                |
| 4   | Phil Read            | Yamaha  | 29 (35) |                |
| 5   | Hugh Anderson        | Suzuki  | 15      |                |
| 6   | Frank Perris         | Suzuki  | 10      |                |
| 7   | Yoshimi Katayama     | Suzuki  | 8       |                |
| 8   | Mike Duff            | Yamaha  | 4       |                |
| 9   | Tommy Robb           | Yamaha  | 3       |                |
| 10  | Hans Georg Anscheidt | Suzuki  | 2       |                |
| 10  | Francesco Villa      | Montesa | 2       |                |
| 10  | Akiyasu Motohashi    | Yamaha  | 2       |                |
| 10  | Peter Williams       | EMC     | 2       |                |

(Punten (tussen haakjes) zijn inclusief streepresultaten)

## 50cc-klasse
Na Monza was de 50cc-klasse de enige die nog niet beslist was. Hans Georg Anscheidt had een teleurstellend seizoen en in Monza wilde zijn Suzuki RK 66 aanvankelijk niet aanslaan. Toen de machine eenmaal liep ging het uitstekend. Hij haalde eerst Hugh Anderson in en daarna Luigi Taveri en Ralph Bryans. Anscheidt reed een nieuw race- en ronderecord en won de race alsnog. Taveri en Bryans hadden nu allebei netto 26 punten en Anscheidt had er 25. Daardoor moest de titel in de Japanse Grand Prix beslist worden.
| Pos | Coureur              | Merk   | Tijd     | Punten |
| --- | -------------------- | ------ | -------- | ------ |
| 1   | Hans Georg Anscheidt | Suzuki | 24"46'3  | 8      |
| 2   | Ralph Bryans         | Honda  | +20'2    | 6      |
| 3   | Luigi Taveri         | Honda  | +28'1    | 4      |
| 4   | Hugh Anderson        | Suzuki | +1"00'7  | 3      |
| 5   | Barry Smith          | Derbi  | +1 ronde | 2      |
| 6   | André Roth           | Derbi  | +1 ronde | 1      |
| 7   | Horst Seidl          | Honda  |          |        |
| 8   | Jean-Louis Pasquier  | Derbi  |          |        |

| Coureur          | Merk        |
| ---------------- | ----------- |
| Jack Findlay     | Bridgestone |
| Ernst Degner     | Suzuki      |
| Oswald Dittrich  | Kreidler    |
| Ángel Nieto      | Derbi       |
| Brian Gleed      | Honda       |
| Dave Simmonds    | Honda       |
| Tommy Robb       | Bridgestone |
| Isao Morishita   | Bridgestone |
| Mitsuo Itoh      | Suzuki      |
| Yoshimi Katayama | Suzuki      |
| Cees van Dongen  | Kreidler    |

### Top tien tussenstand 50cc-klasse
| Pos | Coureur              | Merk     | Ptn     |
| --- | -------------------- | -------- | ------- |
| 1   | Luigi Taveri         | Honda    | 26 (29) |
| 1   | Ralph Bryans         | Honda    | 26 (30) |
| 3   | Hans Georg Anscheidt | Suzuki   | 25      |
| 4   | Hugh Anderson        | Suzuki   | 15 (18) |
| 5   | Ernst Degner         | Suzuki   | 3       |
| 5   | Barry Smith          | Derbi    | 3       |
| 7   | Oswald Dittrich      | Kreidler | 2       |
| 7   | Ángel Nieto          | Derbi    | 2       |
| 7   | Yoshimi Katayama     | Suzuki   | 2       |
| 7   | Brian Gleed          | Honda    | 2       |

(Punten (tussen haakjes) zijn inclusief streepresultaten)
1922 · 1923 · 1924 · 1925 · 1926 · 1927 · 1928 · 1929 · 1930 · 1931 · 1932 · 1933 · 1934 · 1935 · 1936 · 1937 · 1938 · 1939 · 1947 · 1948 · 1949 · 1950 · 1951 · 1952 · 1953 · 1954 · 1955 · 1956 · 1957 · 1958 · 1959 · 1960 · 1961 · 1962 · 1963 · 1964 · 1965 · 1966 · 1967 · 1968 · 1969 · 1970 · 1971 · 1972 · 1973 · 1974 · 1975 · 1976 · 1977 · 1978 · 1979 · 1980 · 1981 · 1982 · 1983 · 1984 · 1985 · 1986 · 1987 · 1988 · 1989 · 1990